# Calyptomyrmex foreli
Calyptomyrmex foreli é uma espécie de formiga do gênero Calyptomyrmex, pertencente à subfamília Myrmicinae.